# Ruellia fiorii
Ruellia fiorii är en akantusväxtart som beskrevs av Emilio Chiovenda. Ruellia fiorii ingår i släktet Ruellia och familjen akantusväxter. Inga underarter finns listade i Catalogue of Life.